# PAMELA
PAMELA (англ. Payload for Antimatter Matter Exploration and Light-nuclei Astrophysics, «Нагрузка по исследованию антиматерии и астрофизики лёгких ядер») — научный аппарат по изучению космического излучения, установленный на российском спутнике Ресурс-ДК. Экспериментальная установка призвана способствовать установлению природы тёмной материи, причин отсутствия в космосе антиматерии, путей происхождения и эволюции материи в Галактике.
Модуль был создан специалистами России, Италии, Германии и Швеции, его стоимость составила 32 млн долларов. Высота модуля составляет 1,3 метра, вес — 470 килограммов, расход мощности — 335 Вт. Срок миссии был предусмотрен в районе трёх лет, однако аппарат успешно проработал около девяти лет.
Благодаря аппарату в 2011 году было установлено, что радиационный пояс Земли, как предсказано в теории, содержит тонкий слой частиц антиматерии (антипротонов), который образуется при взаимодействии верхних слоёв атмосферы с космическим излучением.